# CozyCot

CozyCot是一个专为东亚和东南亚（特别是新加坡）女性而设的社交网络网站。成立于2001年的CozyCot曾于2010年发行了一份报纸。

## 历史
2001年11月，CozyCot开始以互联网服务平台的形式立足新加坡，让会员可张贴评论及分享购物和潮流的贴士和心得。 随着网上社群的增长，创始人余诗音开始为会员们筹办各种现场活动，彼此互动交流，联络感情。几大香水品牌也注意到这日益增长的社群，都表示愿意在提供比赛场地方面给予大力支持。 其他商业项目（研讨会、产品推介、网上购物等）紧随其后，它们（连同该网站荣登 Alexa前10万排名）促使该公司决定转型成为一家投资企业。2002年，余诗音 创办了CozyCot私人有限公司，作为该服务平台的管理公司，于2008年在该网站投资了10万元。 它2009年的收入突破一百万元，增长达115％。
社群正不断扩大，毕竟新加坡女性杂志的读者群已继续转向网上的在线内容， 该服务平台也已发展成为新加坡最大的美容、服装及时尚网络，每个月都有超过50万名独立(IP)访客登陆。 访客地域也急速扩张，尤其是东亚其他地区和来自澳洲及纽西兰的女性，因此 CozyCot成为了突出新加坡全球版图地位的本地重要网站之一。 自2006以来，它每年都高居女性网站Hitwise新加坡网络卓越表现大奖的榜首，的确是众望所归。 
2009年10月，MindShare宣布CozyCot将推介一项网上真人秀。这项名为住家老公的节目，重点放在一群“出得厅堂、入得婴儿房”的男人，以证明他们既能在董事会中发号施令，又能亲自照顾襁褓中的宝宝。这批参赛者将在各项抚育任务中施展浑身解数，争夺奖项。
此外，该公司还开发了离线商务，在乌节中央城开了一间1000平方尺的零售店　(人気王)， 并发行CozyCot报纸。 2010 年5月，CozyCot任命Nielsen为网络分析和观众统计（该网站自2005年起便由尼尔森公司审计）。

## 社群
CozyCot的用户名为“Cotters”， 他们在论坛互动交流，而且通过查看美容产品，仿佛置身于由该员工所举办的现场活动中。

## 论坛
早期的初始论坛主要用意是分享购物及时尚的小贴士和观点，之后它扩大到涵盖家庭与生活、母亲育儿经、事业、财务、科技及婚礼等诸多方面。 这些主题被称为“频道”（到2009年4月为止有28个）。 该论坛已以其主题的多样性而受到关注，有些（像水疗及香氛）频道很明显地是其他论坛所缺少的。 它主要使用的语言为英语，但也有（部分）以中文发表的帖子。CozyCot在整容方面的议论，超过1000则评论和800万人次的点击率，并已就该主题的独特华裔观点及他们在南韩的化妆品旅游业，而在韓國日報发布信息 。

## 查看
CozyCot有超过35000项产品的资料库供会员查看。通过在他们的iPhone以相机来捕捉，这款扫描仪软件让用户得以由CozyCot的网站来抽看产品。

## 活动盛事
CozyCot主办的各项活动，让会员能通过研讨会、专题小组、实地测试等，增进彼此之间的交流互动。CozyCot在2008年9月6日至7日曾携手花旗银行举办了CozyCot圣杯私人派对以欢庆其七周年纪念。  

## 相关出版物
2010年4月发行了一份名为CozyCot的报纸，这份25页免费月刊的发行量为20万份。

## 奖项
2006年， CozyCot 在Hitwise新加坡网上卓越表现大奖中勇夺新加坡第一届女性网站奖，此后连续4年蝉联殊荣。